# Schronisko „Kamieńczyk”
Schronisko „Kamieńczyk” – prywatne schronisko turystyczne położone w Karkonoszach, obok wodospadu Kamieńczyka.

## Historia
Miejsce to od dawna było popularne wśród turystów. W latach 1848–1849 wybudowano tutaj drogę z Piechowic przełomem rzeki Kamiennej do huty „Józefina” i dalej na Halę Szrenicką. Pod koniec wieku w związku z rosnącą liczbą turystów wybudowano dojście ze Szklarskiej Poręby. Wiadomo, że już wówczas przy wodospadzie znajdowało się niewielkie schronisko, nazywane Zackelfallbaude (Zackelfall to niemiecka nazwa wodospadu). Rozbudowano je znacznie w latach 20. XX wieku – kierował nim wówczas Franz Adolph, człowiek zasłużony dla rozwoju sportów zimowych w Karkonoszach. To z jego inicjatywy w pobliżu powstał tor bobslejowy z wyciągiem, który mógł ciągnąć sanki wraz z pasażerem oraz skocznia narciarska przy Owczych Skałach. Schronisko posiadało 20 pokoi z 35 łóżkami i uchodziło za dość komfortowe.
Po zakończeniu II wojny światowej obiekt przejęła Dolnośląska Spółdzielnia Turystyczna, która urządziła w nim schronisko „Przy Kamieńczyku”. Już jednak w 1947 r. budynek pozostawał w gestii  Wojsk Ochrony Pogranicza i funkcjonowała w nim strażnica WOP nr 3 Kamieńczyk. Gdy wyprowadził się z niego WOP, w drugiej połowie lat 50. otwarto w nim ośrodek wypoczynkowy „Kamieńczyk” Prokuratury Wojewódzkiej we Wrocławiu. Jego funkcjonowanie przerwał pożar, który wybuchł podczas remontu w 1984 roku. Całkowicie zrujnowany obiekt rok później przejęło małżeństwo Sieleckich, którzy postanowili ponownie zagospodarować go dla turystów. Początkowo funkcjonowała tu tylko niewielka budka, następnie bufet, aż wreszcie w 1995 roku stanęło nowe schronisko. W 1999 roku dobudowano obok szałas. Duży ruch turystyczny w tym miejscu związany jest z łatwym i krótkim dojściem ze Szklarskiej Poręby oraz usytuowaniem tuż obok atrakcji, jaką jest Wodospad Kamieńczyka.

## Dojście
Dojście do schroniska  szlakiem ze Szklarskiej Poręby na Halę Szrenicką, lub szlakiem , który obiega Szklarską Porębę, a później dalej  szlakiem. Czas dojścia ze Szklarskiej Poręby Huta to około 0:25 h, natomiast z centrum około 1 h.

## Wyposażenie schroniska
- 20 miejsc noclegowych w pokojach 2-osobowych
- jadalnia z bufetem

## Dane adresowe
- 58-580 Szklarska Poręba, skrytka pocztowa 47

## Galeria

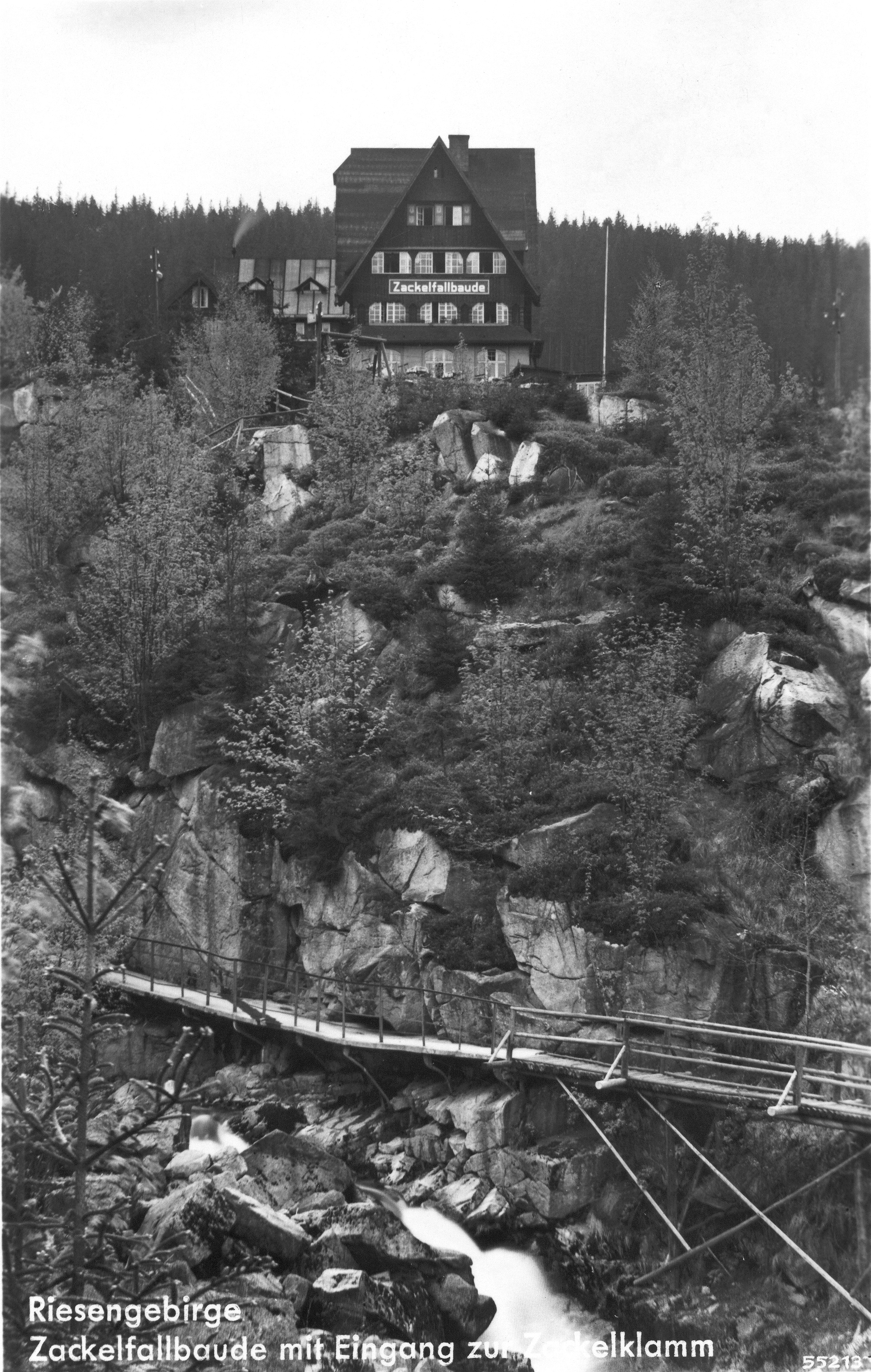
Stare schronisko na pocztówce z lat 20. XX wieku
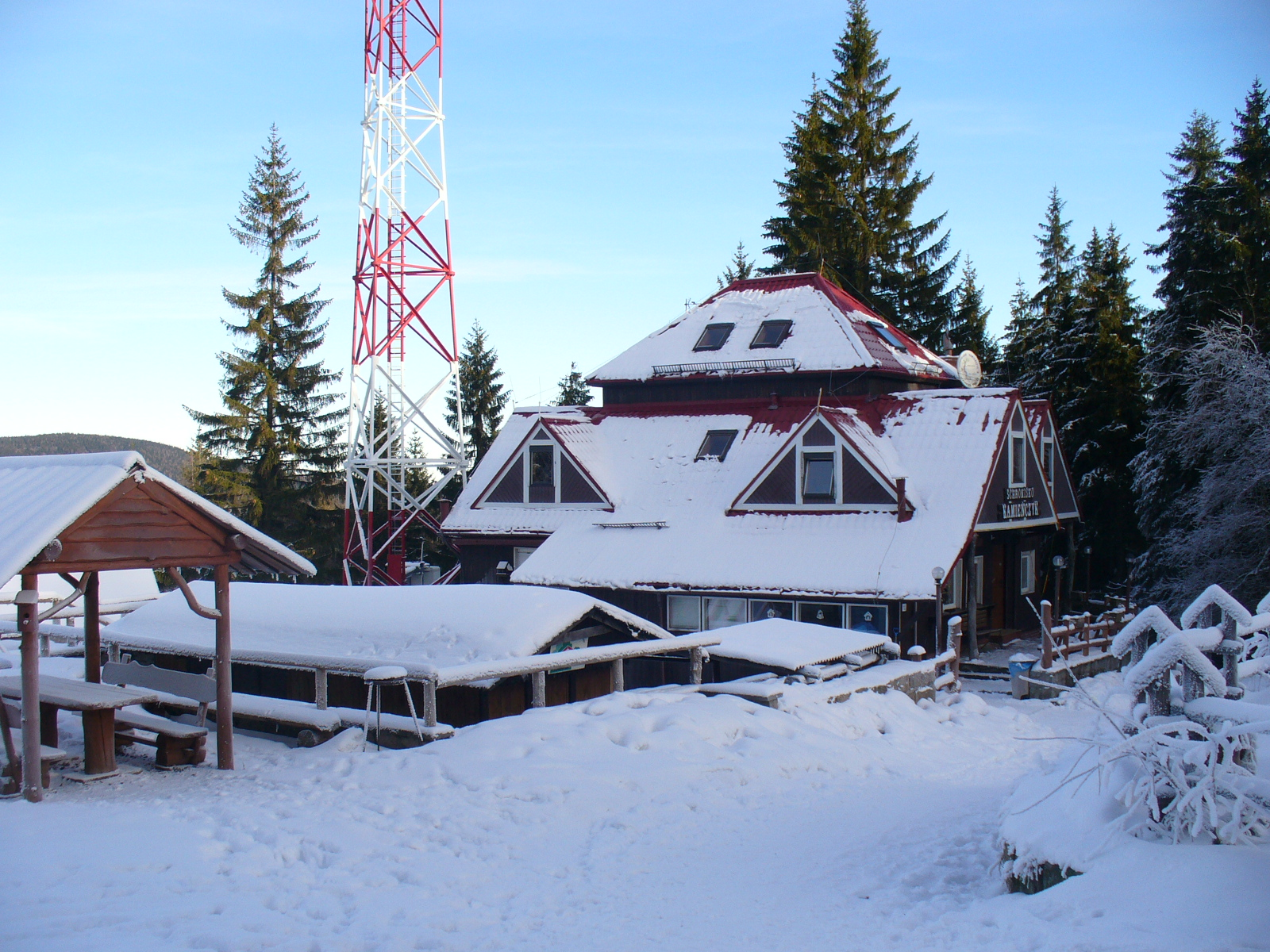
Współczesne schronisko w zimie 2007